# Yıldırım Bosnaspor
Yıldırım Bosna Spor Kulübü (of simpelweg Yıldırım Bosnaspor) is een sportclub opgericht in 1960 te Bayrampaşa, een district van de provincie Istanboel, Turkije. De clubkleuren zijn groen en wit. De thuisbasis van de voetbalclub is het Bayrampaşa Çetin Emeçstadion. De naam van de sportclub betekent in het Nederlands Sportclub Bliksem Bosnië.
Yıldırım Bosnaspor werd in 1960 als Altınçam (Gouden Pinus) opgericht door Bosnische immigranten. De clubnaam werd later veranderd in Sönmez Gençler en weer later in Yıldırımspor. In 1979 schreef de club zich onder de naam Yıldırım Genç Spor Kulübü in voor de Istanbul Amateurdivisie. Na 1980 viel de club uit elkaar om daarna in 1992 weer te fuseren met elkaar. Vanaf dat moment heette de club Yıldırım Bosnaspor.
De damesbasketbalafdeling van Yıldırım Bosnaspor speelde tussen 2001 en 2003 in de hoogste Turkse damesbasketbaldivisie, de Türkiye Bayanlar Basketbol Ligi.

## Gespeelde divisies
- 2. Lig : 1999-2006
- 3. Lig : 2006-

## Bekende (ex-)spelers
- Izzet Akgül